# Bernhard Knubel
Bernhard Knubel (13 de noviembre de 1872 - 14 de abril de 1957) fue un ciclista alemán, que compitió en los Juegos Olímpicos de Atenas 1896.
Nació y murió en Münster.
En 1896 fue uno de los nueve ciclistas que participaron en la prueba de los 100 kilómetros, del programa de ciclismo de los juegos olímpicos de Atenas 1896: siete de ellos no fianlizaron la prueba, incluyendo a Knubel.